# Urbanització de Crestatx

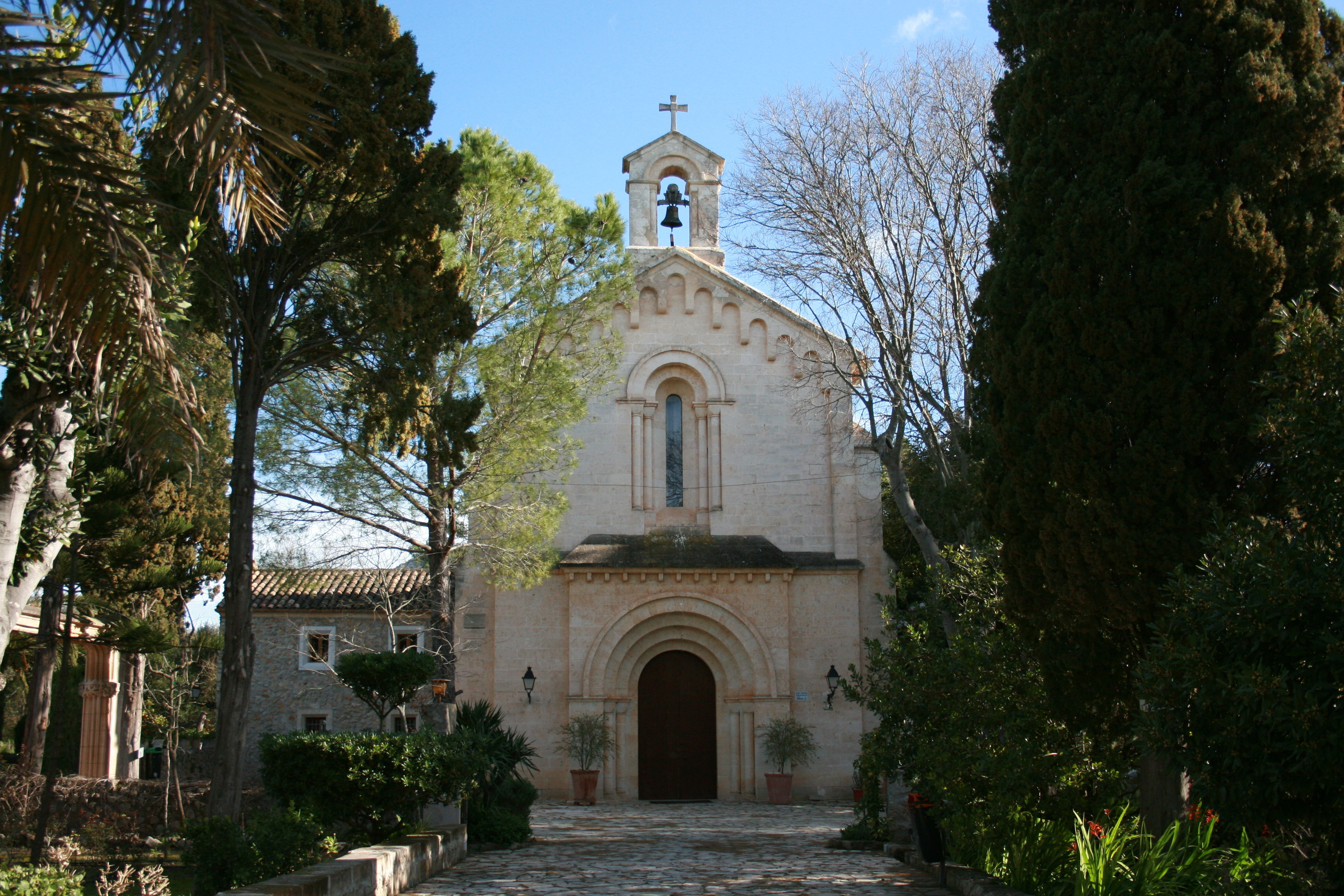
Façana de Santa Margalida de Crestatx.

Crestatx és un indret de la Vall de Crestatx (Sa Pobla) amb una zona residencial on hi ha dues urbanitzacions: Son Toni i S'Obac.
Crestatx és a la carretera de Sa Pobla a Pollença. A la vall passa el torrent de Siurana. Antic llogaret pobler, a finals del segle xix i primers del segle XX hi havia unes vinyes a prop de l'Ermita de Sant Vicenç, una d'aquestes vinyes eren propietat del pare d'Antoni Aguiló Valls. També hi ha el famós Oratori de Crestatx, de fundació medieval.